# 豐田自動織機
豐田自動織機（日语：／ Toyota Jidōshokki */?），是日本一家机械製造商，由豐田佐吉成立於1926年（大正十五年）11月8日 。總部位於在愛知縣刈谷市豐田町2-1。它是豐田集團的創始公司，以生產紡織機起家，後來跨足製鋼、機械與汽車等領域。丰田汽车和愛知鋼鐵的前身就是豐田自動織機的汽車部門和煉鋼部門。

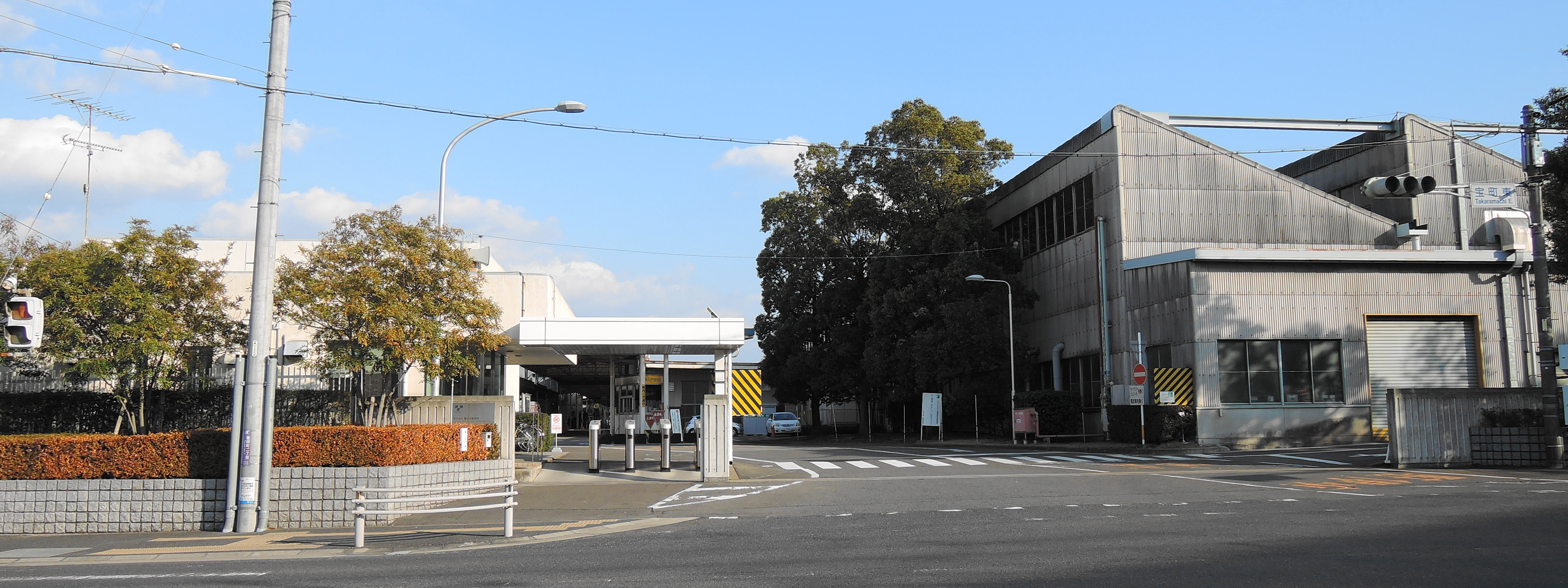
豐田自動織機公司的大門

## 外部連結
- 株式会社 豊田自動織機（页面存档备份，存于）